# Canal de la Salamandra
La Canal de la Salamandra es troba al massís de Montserrat (Catalunya), la qual comunica el Portell de Migdia amb el cim del Montgrós.

## Descripció
Montserrat és plena de canals vertiginoses i la regió dels Ecos és rica en aquest tipus de formacions, gràcies a l'apilament de grans làmines de conglomerat que moltes vegades, encara que per molt poc, no s'arriben a tocar. Quan l'espai entre les roques és buit i vertical, els escaladors l'anomenen xemeneia. És un punt feble de la muntanya que aprofiten per a progressar encastant diferents parts del cos entre paret i paret. Algunes xemeneies són fondes i, al fons, hi ha rampes rocalloses que permeten pujar-hi a peu o amb una grimpada fàcil, com és el cas de la Canal de la Salamandra. Un cop al seu interior, se sent que som a les entranyes de la muntanya: encaixonats dins del seu conglomerat. Es pot sortir de la canal caminant o, si ens ve de gust, escalant la part final i més baixa de la xemeneia. En aquest punt, trobarem un replà molt aeri a la banda de llevant. És un mirador perfecte per a contemplar el bosc frondós que entapissa el Torrent de Migdia. Mirant al nord, veurem el perfil vertical de la Talaia, que parteix pel mig el Portell de Migdia.

## Accés
Cal pujar al Portell de Migdia i baixar després pel vessant sud del coll. Deixem el trencall a la dreta (senyal a la canal dels Micos i els Ecos) i seguim baixant fins a la propera cruïlla, també senyalitzada, on trenquem a la dreta. Continuem el descens pel Torrent de Migdia i prenem un corriol difícil de veure, però marcat amb una fita, que s'enfila a la dreta. Pugem per aquest corriol fins a l'entrada de la Canal de la Salamandra. Fem una grimpada curta i fàcil, i entrem al fons de l'escletxa, molt estreta i rocallosa. Pugem sense problemes fins a la sortida lluminosa. És recomanable pujar al replà de l'esquerra per gaudir de les vistes (compte amb les cingleres!). Des d'ací es pot desfer el camí per tornar al vehicle o allargar el recorregut per a visitar dos punts màgics de la muntanya: la Miranda dels Ecos i el Montgrós.